# Gare de La Tuque
Pour les articles homonymes, voir La Tuque (homonymie).
La  gare de La Tuque est située à La Tuque et est desservi par L'Abitibi avec 3 aller-retour par semaine.  C'est une gare de style néo-tudor.

## Histoire

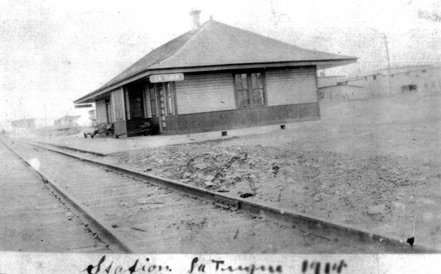
L'ancienne gare, vers 1914.

La gare de La Tuque a été construite en 1938 en remplacement de la première gare construite durant les années 1910.  La gare est reconnue comme territoire d'intérêt historique par le Schéma d'aménagement de l'agglomération de La Tuque.

## Trains intercités
| Origine  | Arrêt précédent | Train | Train                     | Train | Arrêt suivant | Destination |
| -------- | --------------- | ----- | ------------------------- | ----- | ------------- | ----------- |
| Montréal | Hervey-Jonction |       | Train Montréal-Senneterre |       | Fitzpatrick   | Senneterre  |